# Ângelo Freire
Ângelo Braz Freire, conhecido como Ângelo Freire é um fadista, guitarrista, compositor e produtor português que nasceu a 19 de Fevereiro de 1989. 
Ainda em criança, venceu aos 11 anos, no ano 2000, a Grande Noite do Fado, na categoria de Juvenis, e o concurso internacional “Bravo Bravíssimo”.
Ao longo do seu percurso artístico tem acompanhado e gravado com vozes como: Ana Moura, António Zambujo, Carlos do Carmo, Carminho, Mariza, Mísia, Mafalda Arnauth, Sara Correia, entre outros. 
É considerado, pelos críticos, um dos melhores guitarristas portugueses, comprovado nos prémios que recebeu ainda na Grande Noite do Fado, de 2004, como melhor instrumentista de Guitarra Portuguesa, em 2007 com o Prémio Francisco Carvalhinho (conceituado Guitarrista Português) e mais tarde, em 2012, como melhor guitarrista do ano nos prémios Amália Rodrigues. 
Já tocou em algumas das maiores salas do mundo como o Olympia, Carnegie Hall, Barbican Centre, Festival Hall, Queen Elizabeth Hall, Town Hall, Walt Disney Concert Hall ou o Sidney Opera House. Como fadista, destaca-se um percurso de 20 anos, pautado pela força das suas interpretações, e pelo reconhecimento de todo o público que o escuta como uma das grandes vozes e guitarristas do Fado. 
Edita em Novembro de 2023, como fadista, o seu primeiro álbum de originais.
É, desta forma, uma das figuras mais reconhecidas e admiradas no circuito da música tradicional portuguesa.